# Pseudostigma
Pseudostigma är ett släkte av trollsländor. Pseudostigma ingår i familjen Pseudostigmatidae.
Kladogram enligt Catalogue of Life:
| Pseudostigma | \| \| Pseudostigma aberrans \| \| \| \| \| \| Pseudostigma accedens \| \| \| \| |
|              | \| \| Pseudostigma aberrans \| \| \| \| \| \| Pseudostigma accedens \| \| \| \| |
|              | Anomisma                                                                        |
|              |                                                                                 |
|              | Coryphagrion                                                                    |
|              |                                                                                 |
|              | Mecistogaster                                                                   |
|              |                                                                                 |
|              | Megaloprepus                                                                    |
|              |                                                                                 |
|              | Microstigma                                                                     |
|              |                                                                                 |
|              | Pseudostigma aberrans                                                           |
|              |                                                                                 |
|              | Pseudostigma accedens                                                           |
|              |                                                                                 |

|  | Pseudostigma aberrans |
|  |                       |
|  | Pseudostigma accedens |
|  |                       |